# Anogeissus acuminata
Anogeissus acuminata är en tvåhjärtbladig växtart som först beskrevs av William Roxburgh och Dc., och fick sitt nu gällande namn av Guillaum. och Perr.. Anogeissus acuminata ingår i släktet Anogeissus och familjen Combretaceae.

## Underarter
Arten delas in i följande underarter:
- A. a. fischeri
- A. a. lanceolata